# Setherial
Setherial es un grupo musical sueco de black metal. Fue formado en 1993 por Mysteriis (único componente original de la banda en la actualidad) y Devothan. Han editado 6 trabajos hasta la actualidad.

## Historia
La banda fue fundada en 1993 por Kheeroth, Zathanel, Devothan y Mysteriis. Junto con Kraath e Infernus en 1994 lanzaron un álbum de demostración llamada A Hail to the Faceless Angels, seguida de un EP y una división.
En marzo de 1996, el álbum debut Nord ..., que se basa principalmente en el estilo de sus compatriotas Dissection y el grupo noruego Emperor, y contiene canciones de hasta 14 minutos de duración. El álbum es considerado el mejor de la banda y representa un lanzamiento importante del black metal sueco. Fue mezclado por Peter Tägtgren.
En 1998, Lords of the Nightrealm lo siguió. A partir de este álbum, cuando Moloch asumió el cargo de baterista de Zathanel, hubo una tendencia a canciones más cortas y rápidas con estructuras de canciones más simples comparables a Marduk y Dark Funeral.
En 1999 Wrath von Naglfar se convirtió en un nuevo cantante, que permaneció hasta 2003.
De la alineación original, Mysteriis y Kraath todavía están activos, también incluyen Infaustus y Empyrion a los miembros actuales.

## Discografía
- Nord (1996)
- Lord of the Night Realm (1997)
- Hell Eternal (1999)
- Endtime Divine (2003)
- From the Ancient Ruins (2003)
- Death Triumphant (2006)